# Lima (Fußballspieler, 1942)
Antônio Lima dos Santos, genannt Lima, Curinga da Vila (Joker des Dorfs) oder Lima Curinga (Joker Lima), (* 18. Januar 1942 in São Sebastião do Paraíso; † 3. Februar 2025 in Santos) war ein brasilianischer Fußballspieler. Der Mittelfeldspieler sammelte mit dem FC Santos diverse nationale und internationale Titel.

## Karriere

### Verein
Nach dem Tod seines Vaters, zog seine Mutter nach São Paulo um. Hier begann Lima seine fußballerische Laufbahn bei Amateur-Jugendmannschaften von Luso Nacional, Filépo, Marabá, Leão do Norte und Águia Branca. In einer dieser Mannschaften wurde er von Osvaldinho, einem ehemaligen Spieler der SE Palmeiras. Dieser vermittelte ihn 1958 zum CA Juventus. Hier wurde der Trainer, der ehemalige Nationalspieler José Carlos Bauer, auf ihn aufmerksam und holte Lima 1959 in den Profikader. Bei Juventus trat Lima vorwiegend als defensiver Mittelfeldspieler an. In seinem ersten Jahr als Profi kam es am 2. August zu einer Begegnung mit dem FC Santos. In dieser von starkem Regen geprägten Partie, erzielte Pelé im Estádio Conde Rodolfo Crespi, das aus seiner Sicht schönste Tor seiner Laufbahn. Nach einer Flanke von Dorval Rodrigues kontrollierte Pelé den Ball, setzte sich gegen Julinho, dann gegen Homero und dann gegen Clovis durch. Spielte dann den Torhüter aus und köpfte sein drittes Tor in diesem Spiel ein.
Auf Wunsch von Luís Alonso Pérez dem Trainer von Santos, wechselte Lima 1961 zu diesem. Sein Debüt gab der Spieler im Rahmen des Torneio Rio-São Paulo 1961. Im Estádio do Pacaembu trat sein Klub in der Finalrunde am 19. April gegen den CR Flamengo aus Rio de Janeiro an. Ein unglücklicher Einstand, verlor man doch mit 1:5. Nicht zuletzt durch seine Variabilität als Joker auf unterschiedlichen Positionen als Verteidiger, rechter Flügelspieler und als Mittelfeldspieler zu spielen, etablierte sich Lima als Stammspieler in der Mannschaft. Bis zu seinem Ausscheiden aus dem Klub 1971, soll er für Santos 692 Spiele bestritten und 63 Tore erzielt haben. Damit rangiert er auf Platz vier der Santos Spieler mit den meisten Einsätzen. Sein letztes Spiel für Santos fand am 30. Oktober 1971 in der Gruppenphase der Campeonato Nacional de Clubes 1971, der nationalen Meisterschaft, beim 1:1 gegen den SC Corinthians im Pacaembu statt.
Danach spielte Lima von 1971 bis 1974 für den Club Jalisco aus Zapopan in Mexiko und 1974 noch für den Fluminense FC in Rio de Janeiro. Im März 1975 ging er in die USA zu den Tampa Bay Rowdies. Gemäß einem Zeitungsbericht der St. Petersburg Times war Lima von Jalisco ausgeliehen worden. Es ist daher zu mutmaßen, dass sein Aufenthalt bei Fluminense auch auf Leihbasis fungierte. Tampa Bay stand beim NASL Indoor Turnier bereits im Halbfinale, als Lima hinzukam. Im Halbfinale konnte New York Cosmos mit 13:5 geschlagen werden. Im Finale gegen die San José Earthquakes unterlag man mit 8:5. In beiden Spielen kam Lima zum Einsatz. Danach wechselte aber noch im selben Jahr in seine Heimat zur AA Portuguesa (SP). Hier beendete Lima 1979 seine aktive Laufbahn.

### Nationalmannschaft
Lima nahm an den Vorbereitungen der brasilianischen Auswahl zur Fußball-Weltmeisterschaft 1962 teil, erhielt hier aber keine Einladung zur Teilnahme.
Sein Debüt für Brasilien gab der Spieler dann am 26. April 1963 im Rahmen eines inoffiziellen Spiels gegen den Racing Club de France Football. Eine Besonderheit dabei war, dass Lima zunächst in der Startelf von Racing gestanden hatte und kurz nachdem er für Bernard Lelong ausgewechselt, für Djalma Santos auf der Seite Brasiliens eingewechselt wurde.
Eine Woche später am 2. Mai kam Lima zu seinem ersten offiziellen Einsatz für die Seleção. Im Olympiastadion Amsterdam traf man gegen die Niederlande an. Bei der 0:1-Niederlage stand er in der Startelf und spielte bis zum Ende durch. Drei Tage später trat er mit der Mannschaft um den Starspieler Pelé gegen die Auswahl Deutschlands um Uwe Seeler an (2:1-Sieg). Auf der Reise durch Europa stand Lima dann noch bei Partien gegen England (0:0) und Italien (0:3) auf dem Platz.
Am 21. November 1965 trat er mit einer brasilianischen Auswahl gegen Ungarn an. Das Treffen endete 5:3 für Brasilien. Das erste Tor durch Servílio stellte das 150. Tor in einem Freundschaftsspiel dar. Mit dem zwischenzeitlichen 3:0 in der 31. Minute erzielte Lima sein einziges Länderspieltor. Für Brasilien traten neben Lima an: Felix (Portuguesa), Carlos Alberto  (Santos), Djalma Dias (Palmeiras), Procópio Cardoso (Palmeiras), Edílson (Portuguesa) , Abel Verônico (Santos)  28′, Nair (Portuguesa)  40′ , Marcos (Corinthians), Servílio (Palmeiras)  12′ 60′, Prado (São Paulo) , Geraldino (Santos) , Roberto Rivelino (Corinthians) , Coutinho (Santos) , Trainer: Aymoré Moreira
Nach weiteren Freundschaftsspielen gegen Nationalmannschaften und Fußballklubs in den Jahren darauf, kam Lima 1966 zu seinem ersten Wettbewerbseinsatz. Nationaltrainer Vicente Feola hatte für die Teilnahme an der Fußball-Weltmeisterschaft 1966 zunächst 47 Spieler berufen, aus welchen er den 22-köpfigen Spielerkader für die WM berief. Unter diesen befand sich auch Lima. Bei der WM trat Brasilien in der Gruppe C an. Hier bestritt er alle drei Einsätze. Nachdem die Auswahl Ungarn und Portugal jeweils mit 1:3 unterlag, schied die Auswahl aus. Das Spiel gegen Portugal war sein letztes für die Nationalmannschaft.
Länderspieleinsätze (Spiele / Tore):
- Weltmeisterschaft: 3 / 0
- Freundschaftsspiele: 12 / 4
- Inoffizielle Länderspiele: 5 / 2

### Auftritt in Hamburg
Am 20. Oktober 1962 trat der FC Santos in Hamburg zu einem Freundschaftsspiel gegen den Hamburger SV an. Im mit über 72.000 Zuschauern ausverkauftem Volksparkstadion stand Lima in der Startelf seines Klubs. Das Santos-Team, das gegen Hamburg auf dem Feld bestand aus: Mauro Ramos, Dalmo Gaspar und Zé Carlos; Calvet (Formiga) und Laércio; Bé (Pagão), Mengálvio, Coutinho, Pelé und Dorval Rodrigues. Das Spiel endete 3:3. Die Tore für Santos erzielten Pelé (2) und Coutinho. Für den HSV trafen Uwe Reuter (2) und Uwe Seeler.

## Erfolge
Santos
- Staatsmeisterschaft von São Paulo (7×): 1961, 1962, 1964, 1965, 1967, 1968, 1969
- Campeonato Brasileiro de Futebol (6×): 1961, 1962, 1963, 1964, 1965, 1968
- Copa Libertadores: 1962, 1963
- Weltpokal: 1962, 1963
- Torneio Rio-São Paulo (4×): 1961, 1963, 1964, 1966
- Supercopa de Campeones Intercontinentales: 1968/69
- Intercontinental Supercup: 1968

## Trivia
Nach seiner aktiven Laufbahn wurde Lima bei Santos als Koordinator und Trainer im Nachwuchsbereich des Klubs. In dieser Zeit arbeitete er mit zahlreichen späteren Größen des brasilianischen Fußballs. So soll er mit dafür gesorgt haben, dass Neymar zu Santos kam.
Seit 2014 Lima nahm an dem Santos Projekt Ídolos Eternos (ewige Idole) teil. Die Idee war, einige ehemalige Spieler als Mitarbeiter der Marketingabteilung des Vereins einzustellen. Neben Ehemaligen wie Mengálvio, Pepe, Abel Verônico, Edu, Clodoaldo, Manoel Maria, Serginho Chulapa und Dorval Rodrigues nahm Lima in den letzten Jahren an Veranstaltungen, Fernsehprogrammen und Werbeaktivitäten teil. Im Rahmen der 110 Jahresfeier des Klubs wurde er, an der Seite weiterer Größen des Klubs, in die Feierlichkeiten eingebunden.
Im August 2021 wurde Lima offiziell zum achten Idol des FC Santos ernannt. Vor ihm waren dieses Pepe, Mengálvio, Dorval Rodrigues, Edu, Clodoaldo, Manoel Maria und Abel Verônico.
Im Jahr 2022 erschien das von den Forschern und Journalisten Fernando Ribeiro und Vinícius Cabral geschriebene Buch: „Lima: Um curinga entre reis“ (Lima: Ein Joker unter Königen).
Lima verstarb im Februar 2025 in Santos, nachdem er einen Monat mit Nieren- und Herzproblemen im Krankenhaus lag. Der FC Santos ordnete daraufhin eine siebentägige Trauerzeit an und hisste seine Flagge auf halbmast. Er hinterließ seine Fraz Vera Lúcia Cholby und Söhne Denys und Marcel.